# Mehdi Zeffane
Mehdi Zeffane (Sainte-Foy-lès-Lyon, 1992. május 19. –) francia születésű algériai labdarúgó, aki védőként játszik. Jelenleg a Szovetov Szamara, valamint az algériai labdarúgó-válogatott játékosa. Nemrég férjhez ment. 2021. június 16-án Instagram történetében jelentette be.

## Pályafutása
2010. augusztus 21-én debütált az Olympique Lyon B csapatában az RCO Agde ellen 1-0-ra elvesztett mérkőzésen. Egy évvel később megszerezte az első gólját az FC Villefranche ellen az 54. percben.
2013. szeptember 28-án debütált a felnőtt keretben a Lille elleni bajnoki mérkőzésen kezdőként lépett pályára, majd Yassine Benzia váltotta. 2015 augusztusában csatlakozott a Rennes csapatához négy évre. 2020. január 30-án két évre írt alá az orosz Szovetov Szamara csapatához.

## Válogatott
2014. augusztus 13-án az Etióp labdarúgó-válogatott ellen Christian Gourcuff nem küldte pályára. November 19-én a Mali labdarúgó-válogatott elleni mérkőzésen debütált a nemzeti csapatban. Tíz nappal később bekerült a 2015-ös afrikai nemzetek kupájára utazó keretbe. A 2019-es afrikai nemzetek kupáján aranyérmet szerzett a válogatottal.

## Statisztika

### Klub
(2020. december 5-i állapot szerint.)
| Klub             | Szezon           | Bajnokság | Bajnokság | Kupa  | Kupa  | Ligakupa | Ligakupa | UEFA  | UEFA  | Összesen | Összesen |
| Klub             | Szezon           | Mérk.     | Gólok     | Mérk. | Gólok | Mérk.    | Gólok    | Mérk. | Gólok | Mérk.    | Gólok    |
| ---------------- | ---------------- | --------- | --------- | ----- | ----- | -------- | -------- | ----- | ----- | -------- | -------- |
| Lyon             | 2012–13          | 0         | 0         | 0     | 0     | 0        | 0        | 1     | 0     | 1        | 0        |
| Lyon             | 2013–14          | 8         | 0         | 2     | 0     | 2        | 0        | 5     | 0     | 17       | 0        |
| Lyon             | 2014–15          | 4         | 0         | 0     | 0     | 1        | 0        | 1     | 0     | 6        | 0        |
| Összesen         | Összesen         | 12        | 0         | 2     | 0     | 3        | 0        | 7     | 0     | 24       | 0        |
| Rennes           | 2015–16          | 14        | 1         | 0     | 0     | 2        | 0        | 0     | 0     | 16       | 1        |
| Rennes           | 2016–17          | 1         | 0         | 0     | 0     | 1        | 0        | 0     | 0     | 3        | 0        |
| Rennes           | 2017–18          | 15        | 0         | 0     | 0     | 0        | 0        | 0     | 0     | 15       | 0        |
| Rennes           | 2018–19          | 20        | 1         | 3     | 0     | 2        | 0        | 6     | 0     | 31       | 1        |
| Összesen         | Összesen         | 52        | 2         | 3     | 0     | 5        | 0        | 6     | 0     | 66       | 2        |
| Szovetov Szamara | 2019–20          | 6         | 0         | 0     | 0     | 0        | 0        | 0     | 0     | 6        | 0        |
| Szovetov Szamara | 2020–21          | 15        | 0         | 1     | 0     | 0        | 0        | 0     | 0     | 16       | 0        |
| Összesen         | Összesen         | 21        | 0         | 1     | 0     | 0        | 0        | 0     | 0     | 22       | 0        |
| Karrier összesen | Karrier összesen | 85        | 2         | 6     | 0     | 8        | 0        | 13    | 0     | 112      | 2        |

### Válogatott
(2019. július 19. szerint)
| Válogatott | Szezon   | Mérkőzés | Gól |
| ---------- | -------- | -------- | --- |
| Algéria    | 2014     | 1        | 0   |
| Algéria    | 2015     | 5        | 0   |
| Algéria    | 2016     | 5        | 0   |
| Algéria    | 2017     | 0        | 0   |
| Algéria    | 2018     | 0        | 0   |
| Algéria    | 2019     | 4        | 0   |
| Összesen   | Összesen | 15       | 0   |

## Sikerei, díjai

### Klub
- Rennes
  - Francia kupa: 2018–19

### Válogatott
- Algéria
  - Afrikai nemzetek kupája: 2019